# Канова-Фузењо (Ферара)
Канова-Фузењо (итал. Canova-Fusegno) је насеље у Италији у округу Ферара, региону Емилија-Ромања.
Према процени из 2011. у насељу је живело 21 становника. Насеље се налази на надморској висини од 10 м.